# Abd al-Rahman al-Kaylani
Abd al-Raḥmān al-Qādirī al-Kaylānī, Quṭb al-aqṭāb Naqīb al-Ashrāf e Sayyid (in arabo عبد الرحمن ﺍﻟﻘﺎﺩﺭي الكيلاني ‎?; 1841 – 1927), è stato un politico iracheno e il 1º Primo ministro dell'Iraq. Era riconosciuto come il 15º discendente diretto di ʿAbd al-Qādir al-Gīlānī (o Kaylānī), uno dei principali sufi, fondatore della diffusa tarīqa Qādiriyya.
Al-Kaylānī fu prescelto nel 1920 per guidare il Consiglio dei Ministri iracheno, a seguito della dissoluzione dell'Impero ottomano. Egli usò tutta la sua personale influenza per contrastare la nomina da parte britannica dell'Emiro Fayṣal a re del neocostituito Iraq e si dimise quando i suoi sforzi fallirono. Fu nondimeno nominato Primo ministro da Fayṣal per andare incontro all'opposizione e ingraziarsi lo stesso al-Kaylānī.
Nel 1922 al-Kaylānī negoziò il primo Trattato anglo-iracheno del 1922 che, nella logica dei Mandati della Società delle Nazioni, assicurava un'indipendenza assolutamente formale al Paese, visto che i britannici mantenevano il pieno controllo degli affari economici, militari e della politica estera. Ostile a queste vistose limitazioni, al-Kaylānī rassegnò poco dopo le sue dimissioni.
Sir Percy Cox afferma, a p. 128 del suo Hand Book of Mesopotamia, che egli era il più influente esponente sunnita iracheno e il capo ufficiale della comunità araba. Egli così proseguiva: "È degno di nota che un'estrema deferenza fosse riservata al Naqīb di Baghdad e alla sua famiglia dalle personalità indiane e afghane più influenti e ricche, ma anche da quelle più umili e povere".
Quando fu prescelto dai britannici per guidare il governo iracheno, si dubitava che egli avrebbe accettato, a causa della sua età avanzata, del suo stato di salute precario e della sua abituale riservatezza, oltre a una sua dichiarazione in cui sottolineava la propria riottosità a prender parte ad attività politiche, foss'anche per salvare l'Iraq dal disastro. L'amministrazione britannica però riuscì a convincerlo, come testimoniato da Gertrude Bell.
Studioso di vaglia, la sua biblioteca personale contava circa 36.000 volumi di vari argomenti. Di essi ben 2.000 erano manoscritti. L'attuale "Maktaba Qādiriyya" (Biblioteca Qādiriyya) e di fatto il nome della sua biblioteca personale. Un manoscritto calligrafato in oro del Corano, vecchio di 700 anni, fu presentato dopo la sua morte a Idris I di Libia, capofila della confraternita della Sanūsiyya, da Pīr Ibrāhīm Sayf al-Dīn, che divenne Naqīb dopo la morte del figlio di ʿAbd al-Raḥmān al-Kaylānī, che era succeduto a sua volte al padre.
Un suo stretto parente, Rashīd ʿĀlī al-Kaylānī, sarà un importante politico iracheno, più volte Primo ministro del Regno.